# Moshe Garsiel
Moshe Garsiel (* 1936, Tel Aviv, Izrael) je emeritní profesor Bible na Bar-Ilanově univerzitě. Jeho badatelským zájmem je literární interpretace Hebrejské Bible.

## Kariéra a výzkum
Moshe Garsiel se ve svém díle zabýval studiem jmen v Bibli a jejich literárním významem. Dále historií, historiografií a různými archeologickými a geografickými aspekty Bible. V roce 2020 společně se svou ženou, Bat-shevou Garsiel, identifikoval možné biblické místo Siklag jako Tel a-Sharia v Negevské poušti.

## Dílo (výběr)
- S. Abramski & M. Garsiel, 1. kniha Samuelova: Encyklopedie Svět Bible, Ramat Gan, 1985. (hebrejsky)
- S. Abramski & M. Garsiel, 2. kniha Samuelova: Encyklopedie Svět Bible, Ramat Gan, 1989. (hebrejsky)